# Гофмейстер, Вильгельм
Вильгельм Гофмейстер (нем. Friedrich Wilhelm Benedikt Hofmeister; 18 мая 1824, Лейпциг — 12 января 1877, Линденау) — немецкий ботаник, профессор Гейдельбергского и Тюбингенского университетов.
Изучил жизненные циклы у мхов, папоротников и семенных растений. В ходе своих работ открыл чередование спорофитного (образующего споры) и гаметофитного (образующего гаметы) поколений. Заложил основы для представления о дипло-гаплоидном жизненном цикле у представителей зелёных растений (Viridiplantae).

## Биография
Вильгельм Гофмейстер родился 18 мая 1824 года в городе Лейпциге. Первоначальное образование получил в реальном училище; потом, следуя традициям своей семьи, посвятил себя торговле (музыкальными инструментами), но в часы досуга ревностно занимался ботаникой.
В 1863 году он был приглашен профессором ботаники в Гейдельберг, а в 1872 году в Тюбинген, на место Гуго фон Моля.  В качестве ассистента у профессора ботаники Гофмейстера в Гейдельберге работал Пётр Крутицкий.
Вильгельм Гофмейстер умер 12 января 1877 года в Линденау, близ Лейпцига.

## Избранная библиография
- «Ueber den geschlechtlichen Befruchtung der Phanerogamen» (1847);
- «Die Entstehung des Embryo der Phanerogamen» (Лейпциг, 1849);
- «Vergleichende Untersuchungen der Keimung, Entfaltung und Fruchtbildung höherer Kryptogamen und der Samenbildung der Coniferen» (Лейпциг, 1851);
- «Beiträge zur Kenntniss der Gefässkryptogamen» (1852);
- «Entwickelungsgeschichte von Isoötes lacustris» («Abhandlungen d. sächsischen Gesellschaft der Wissenschaften», 1855);
- «Ueber die Keimung der Equiseten» (там же, 1855);
- «Ueber Entwickelung und Bau der Vegetationsorgane der Farne» (там же, 1857);
- «Ueber die Keimung der Sälvinia natans» (там же, 1857);
- «Neue Beiträge zur Kenntnis der Embryobildung der Phanerogamen» (там же, 1859—61);
- «Sporentwickelung der Equiseten» («Pringsheim’s Jahrbücher für wissenschaft. Botanik», 1864);
- «Handbuch der physiologischen Botanik, I Band: Lehre von der Pflanzenzelle u. allgemeine Morphologie der Gewächse» (Лейпциг, 1867—1868, совместно с Де-Бари и Саксом).